# Luis Omar Vivona
Luis Omar Vivona (Villa de Mayo, 20 de mayo de 1966) es un dirigente político argentino y actual Senador de la Honorable  Cámara de Senadores de la Provincia de Buenos Aires. Vicepresidente 1.° en la Cámara de Senadores de la provincia de Buenos Aires, bloque de Frente de Todos. Por vez primera asume y jura como senador de la provincia de Buenos Aires el 5 de diciembre del 2017, en ese mandato fue elegido como Vicepresidente 1º del Honorable Senado de la Provincia de Buenos Aires, finalizando el mismo el 9 de diciembre del 2021. 
Como resultado de las elecciones legislativas del año 2021, encabezando la lista del Frente de Todos, logró asumir nuevamente como senador provincial. Tomando el cargo el día 9 de diciembre convirtiéndose en Vicepresidente 1º del Senado Bonaerense elegido por sus pares de forma unánime.

## Biografía
Luis Vivona nació en la localidad de Villa de Mayo, partido de Malvinas Argentinas, Buenos Aires, el 20 de mayo de 1966, en el seno de una familia con fuertes convicciones y apoyo a la doctrina peronista; hijo de Cristina Carmen Miller y Rubén Augusto Vivona -quien fuera un exdirigente político, militante peronista con amplia trayectoria en el antiguo partido General Sarmiento, luego Malvinas Argentinas; reconocido y respetado por su marcado compromiso con el distrito-. 
Luis cursó sus estudios en la Escuela Primaria Nro 18 de la localidad de Villa de Mayo; en el colegio industrial Güemes, de la localidad de Florida y el Bachiller Integral de Munro, partido de Vicente López.

## Carrera política
Como militante de la doctrina peronista comenzó a dar sus primeros pasos a los 14 años.
A los 23 años, en 1989 se desempeñó como Coordinador de alumbrado de la Delegación Municipal Islas Malvinas del partido Adolfo Sourdeaux, finalizando en 1990 pasa a ser Subdelegado de la misma delegación; en ese contexto, Luis Vivona era referente de la Juventud dentro de la agrupación política que llevaba adelante su padre, Rubén Vivona. Más tarde, en 1991 se desempeñó como Responsable de Juventudes en el viejo partido General Sarmiento.
En 1992 asumió como delegado de la localidad de Villa de Mayo, partido de Malvinas Argentinas, hasta 1994.
Durante 1994 con la división del viejo partido Gral. Sarmiento, participó de la construcción del nuevo partido de Malvinas Argentinas, convirtiéndose en 1995 en primer Concejal del Partido y Presidente del Honorable Concejo Deliberante, asume el 1° de diciembre, siendo a su vez primera autoridad del partido de Malvinas Argentinas. Diez días después, le otorga la jura a quien fuera el por entonces Intendente Municipal del Partido.
En 1999 fue reelegido como concejal del Partido de Malvinas Argentinas. Un año más tarde  asume como Secretario de Obras y Vivienda dentro del Partido.
En 2003,comienza a acompañar a quien luego sería el presidente de la República, Néstor Kirchner.
En 2005, asume nuevamente como primer Concejal del Partido de Malvinas Argentinas por el Frente para la Victoria, con un triunfo dado por el 44.54 % de votos. 
En 2007, acompañando a Cristina Fernández de Kirchner, se postula para intendente del distrito de Malvinas Argentinas; obteniendo el 32.66 % de votos y no logra posicionarse como intendente del partido.
En 2007 asume como asesor de abordaje territorial en el ministerio de Desarrollo Social de Argentina bajo la presidencia de Cristina Fernández de Kirchner, junto a Alicia Kirchner como ministra.
Tiempo más tarde, en 2009, asume como Director de Acreditaciones en el ministerio de Desarrollo Social de Argentina. En el mismo año asume el cargo de Director Nacional de Deporte Social. 
En 2011 acompaña a la expresidenta Cristina Fernández de Kirchner por el Frente para la Victoria; en los comicios generales obtiene un total del 36,48 % de votos en el distrito, pero queda en segundo lugar. Ese mismo año es nombrado Subsecretario de Deporte Comunitario de la Nación, hasta el fin del mandato de la expresidenta Cristina Fernández de Kirchner (diciembre de 2015)
En 2015, Luis Vivona  comparte con Leonardo Nardini la victoria en las elecciones generales del 25 de octubre, el cual asume como Intendente del Partido de Malvinas Argentinas con un 44,31 % de votos totales, otorgándole el triunfo. 
El 5 de diciembre de 2017 asume como senador de la provincia. de Buenos Aires., desempeñándose hasta 2019 como Presidente de la Comisión de Obras del Senado. En diciembre del mismo año asume como vicepresidente tercero del Senado de la Provincia de Buenos Aires. 
El 25 de julio de 2021, firma su candidatura para encabezar la lista de senadores por la primera sección electoral de la Provincia de Buenos Aires de cara a las elecciones legislativas de ese año.
En las elecciones generales del 14 de noviembre, y luego de 16 años el peronismo de la primera sección electoral con la lista encabezada por Luis Vivona logra la paridad seccional con la oposición obteniendo 4 bancas cada frente de las 8 que se disputaban. Fue una elección histórica para el Frente de Todos, ya que cosecharon más 1.230.000 votos. 
En la sección preparatoria del 9 de diciembre del 2021, asume nuevamente como senador provincial y es elegido de forma unánime por los integrantes del recinto como el vicepresidente 1° de la Cámara Alta Bonaerense.
De manera unánime y por cuarta vez consecutiva, es reelecto en la sesión preparatoria del 27 de marzo de 2025 como vicepresidente 1ero de la Cámara de Senadores de la Provincia de Buenos Aires, renovando la responsabilidad de representar a los bonaerenses y a sus vecinos de Malvinas Argentinas.

## Vicepresidente 1.° en la Cámara de Senadores de la Provincia de Buenos Aires
En el año 2019, fue elegido para desempeñar el rol de Vicepresidente 3ro de la Cámara Alta Bonaerense.
Durante las elecciones del año 2021, encabezó la lista del Frente de Todos como candidato a senador Provincial por la Provincia de Buenos Aires, primera sección.
En ese mismo año, fue elegido como Vicepresidente 1.° en la Cámara de Senadores de la Provincia de Buenos Aires por el bloque de Frente de Todos.
En fecha 07/12/2023, es reelecto como Vicepresidente 1ero de la Cámara de Senadores de la Provincia de Buenos Aires.
En fecha 11/12/2023, y en el 40° aniversario de la Democracia Argentina, preside la Asamblea Legislativa proclamando y tomando jura al gobernador Axel Kicillof y a la vicegobernadora Verónica Magario, electos por voluntad popular.

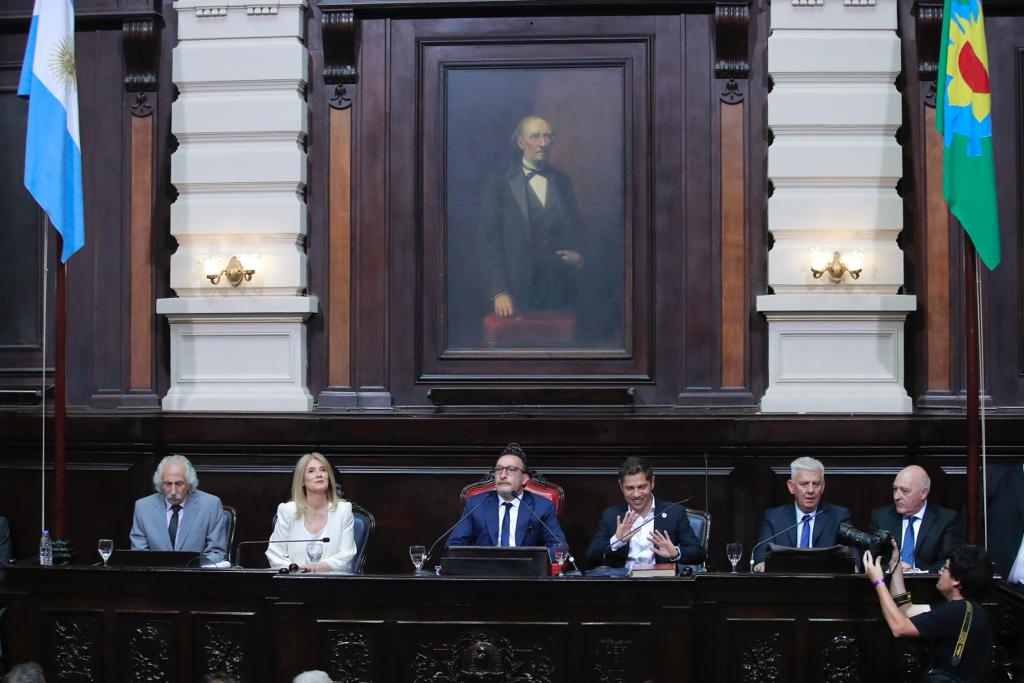

De manera unánime y por cuarta vez consecutiva, es reelecto en la sesión preparatoria del 27 de marzo de 2025 como vicepresidente 1ero de la Cámara de Senadores de la Provincia de Buenos Aires renovando la responsabilidad de representar a los bonaerenses y a sus vecinos de Malvinas Argentinas.

## Proyectos de Ley impulsados desde la Legislatura Bonaerense.
Dentro de los proyectos presentados e impulsados por Luis Vivona en la Cámara de Senadores de la Provincia. de Buenos Aires, podremos mencionar:
En 2018. Proyecto de conmemoración a 100 años del nacimiento de Eva Duarte de Perón.
El 27 de diciembre de ese año, se promulga la Ley 15.104 declarando en 2019, Año del Centenario de Eva Duarte de Perón. Estableciendo dicha ley que toda documentación oficial de la Administración Pública Provincial deba llevar la leyenda “2019 – Año del Centenario del Nacimiento de Eva Duarte de Perón” resultando su aprobación por unanimidad de las dos Cámaras.
Bajo la Ley 15.104, Luis Vivona impulsó y creó el libro “Eva Perón, en el Centenario de su Nacimiento” junto a la [Fundación Eva Perón].
En noviembre de 2018, se lleva a cabo el reconocimiento a través del Senado de la Provincia de Buenos Aires, bajo el Premio Expresarte a alumnos de la Escuela Técnica N° 1 de la localidad de Grand Bourg –partido de Malvinas Argentinas- creadores del proyecto “Gestos”, cuyo objeto fue el diseño y la creación de guantes de gestos para la comunicación de las personas con discapacidades auditivas o del habla. 
En noviembre de 2019, se lleva a cabo el reconocimiento a través del Senado de la Provincia de Buenos Aires, bajo el Premio Expresarte a estudiantes y alumnos de las escuelas Técnicas N° 1 y N° 5 de la localidad de Grand Bourg – partido de Malvinas Argentinas –  y de la Ciudad de Mar del Plata por la creación en conjunto del Nano Satélite Sat Duino. 
Durante el año 2020, promovió la Ley de “Donación de Plasma” aprobada por la Legislatura de la Provincia de Buenos Aires. El tratamiento, aplicado por primera vez en Malvinas Argentinas, consistía en la donación de plasma de pacientes recuperados de COVID-19, el cual permite una mejora sustancial a la salud de 3 o 4 contagiados.  
El proyecto de Ley fue presentado en plena pandemia, tomando magnitud nacional e internacional. Fue tratado por el Gobierno Nacional, Gobierno de la Ciudad de Buenos Aires, Gobierno de la Provincia de Buenos Airesy una amplia adhesión por parte de distintos Municipios de la Provincia de Buenos Aires.
Año 2021. 
- Proyecto de ley que determine que todos los documentos y notas oficiales de la Provincia de Buenos Aires lleven escrita la leyenda “2022 – 40º aniversario de la recuperación de las Islas Malvinas” en conmemoración a los argentinos que combatieron en la guerra de 1982.
Proyecto de declaración expresando el beneplácito por la producción de primer lote de Otorgar reconocimiento legislativo al inicio de la producción nacional de la vacuna Sputnik V.
En el mismo año, por iniciativa del Senador Luis Vivona, cuatro localidades de Malvinas Argentinas fueron declaradas Ciudad: Villa de Mayo, Ing. Pablo Nogués, Malvinas Argentinas, y Tortuguitas.
En un proyecto de su autoría, aprobado por ambas cámaras de la Legislatura Bonaerense, se declaró el mes de noviembre de 2020 como el “Mes bicentenario de la toma de posesión argentina de las Islas Malvinas”.
Iniciando el año 2022, Luis Vivona impulsa un nuevo proyecto para potenciar la producción y el comercio de vino en el territorio de la Provincia de Buenos Aires; el mismo incluirá medidas para potenciar la industria vitivinícola en la Provincia de Buenos Aires.
En el año 2022, ambas cámaras de la Legislatura de la Provincia de Buenos Aires aprueban la Ley Nº 15.321 de “Movilidad Sustentable” de su autoría. Dicho proyecto promueve la utilización de bicicletas como medio de transporte, lo cual promueve la práctica deportiva, el cuidado de la salud y la no contaminación del ambiente.
Media sanción en la Legislatura Bonaerense del Proyecto de Ley de “Deporte Urbano”, de su autoría, para la promoción de la práctica deportiva segura en los espacios urbanos de toda la Provincia de Buenos Aires. 
Media sanción a la declaración de Ciudad a la localidad de Trujui, del partido bonaerense de Moreno.
Declaración de Interés Legislativo los 100 años del Club Atlético San Miguel, histórico club de barrio de Malvinas Argentinas y San Miguel.
En el mes de mayo del año 2023, en la Feria Internacional del Libro, se efectúa la presentación del libro “Vino Buenos Aires”, el cual referencia e impulsa a la industria vitivinícola de la Provincia de Buenos Aires.
Presenta el proyecto para declarar ciudades a las localidades malvinenses de Tierras Altas e Ing. Adolfo Sourdeaux. Por unanimidad en ambas cámaras y promulgadas como leyes N° 15.498 y 15.499 respectivamente, las localidades de Ing. Adolfo Sourdeaux y Tierras Altas se declararon ciudades. De esta manera, se transformaron todas las localidades en ciudades dentro del partido de Malvinas Argentinas; siendo 8 ciudades en total, 6 de las cuales lograron el reconocimiento de ciudad en los últimos 4 años de labor parlamentaria.
Presenta un proyecto de Ley para la Creación de 2 (dos) juzgados y un Tribunal con asiento en Malvinas Argentinas, y el traslado de otros tribunales con asiento en Gral. San Martín. El fuero penal queda conformado por cuatro Juzgados de Garantías, tres Juzgados en lo Correccional, y tres Tribunales en lo Criminal. Los mismos, tendrán asiento en Malvinas Argentinas, y competencia exclusiva sobre los partidos de José C. Paz, San Miguel y Malvinas Argentinas. El proyecto fue aprobado por la Legislatura Bonaerense y promulgado por el Gobernador, convirtiéndose en la Ley Provincial N° 15.484.
Actualmente, fruto de la aprobación de la Ley N° 15.484 se encuentra en construcción un Polo Judicial para la región con las condiciones de infraestructura necesarias para albergar los juzgados y tribunales que se crearán y trasladarán al distrito de Malvinas Argentinas. Además, estará estratégicamente ubicado lo cual lo torna de gran accesibilidad para los vecinos y vecinas de los distritos donde tienen competencia judicial: José C. Paz, San Miguel y Malvinas Argentinas.

## Estadio "Luis Omar Vivona", en la ciudad bonaerense de Pilar.
En el año 2023, la Unión Obrera Metalúrgica seccional Vicente Lopez, inauguró el estadio de Futsal "Luis Omar Vivona", un espacio con instalaciones modernas, un gimnasio, y murales que representan la cultura del fútbol argentino. 
La comisión directiva del Club, encabezada por Emiliano Gallo, votaron este nombre para el estadio por todo el trabajo realizado por Luis en el mundo del deporte, y el apoyo y predisposición con el que siempre encontraron en él.
Actualmente, el equipo de Futsal del "Deportivo Metalúrgico" se encuentra participando en la segunda división del torneo AFA de Futsal, y jugando de local en el Estadio "Luis Omar Vivona".

## Nominación Internacional para el libro "Vino Buenos Aires"
En el año 2024, el libro "Vino Buenos Aires" de Luis Vivona fue nominado a los premios internacionales Gourmand Awards 2023.
Los Gourmand Awards son unos premios internacionales que se entregan desde 1995, y reconocen los libros sobre la cultura y la bebida (Drink Culture Books) destacados a nivel mundial, edición que se realiza en Portugal durante el mes de febrero de 2025.
El libro Vino Buenos Aires, del vicepresidente primero del Senado Bonaerense, Luis Vivona, fue nominado en las categorías de “Mundo del vino en el Hemisferio Sur” (Wine World Southern Hemisphere) y “Enoturismo - Publicación gratuita” (Wine Tourism - Free Publications), siendo el único representante argentino de éstas categorías.
Un reconocimiento de gran relevancia, teniendo en cuenta que también fueron nominados diferentes líderes mundiales como Michelle Obama, Oprah Winfrey, Jacques Chirac, Paul McCartney, Novak Djokovic; entre otros.
Finalmente, en junio de 2025, en la ceremonia realizada en Lisboa, Portugal, Luis Vivona fue premiado con el Gourmand Award al "Mejor libro del mundo sobre el vino en el Hemisferio Sur" por su obra "Vino Buenos Aires", convirtiéndose así en el primer autor argentino en recibir esta distinción en dicha categoría.

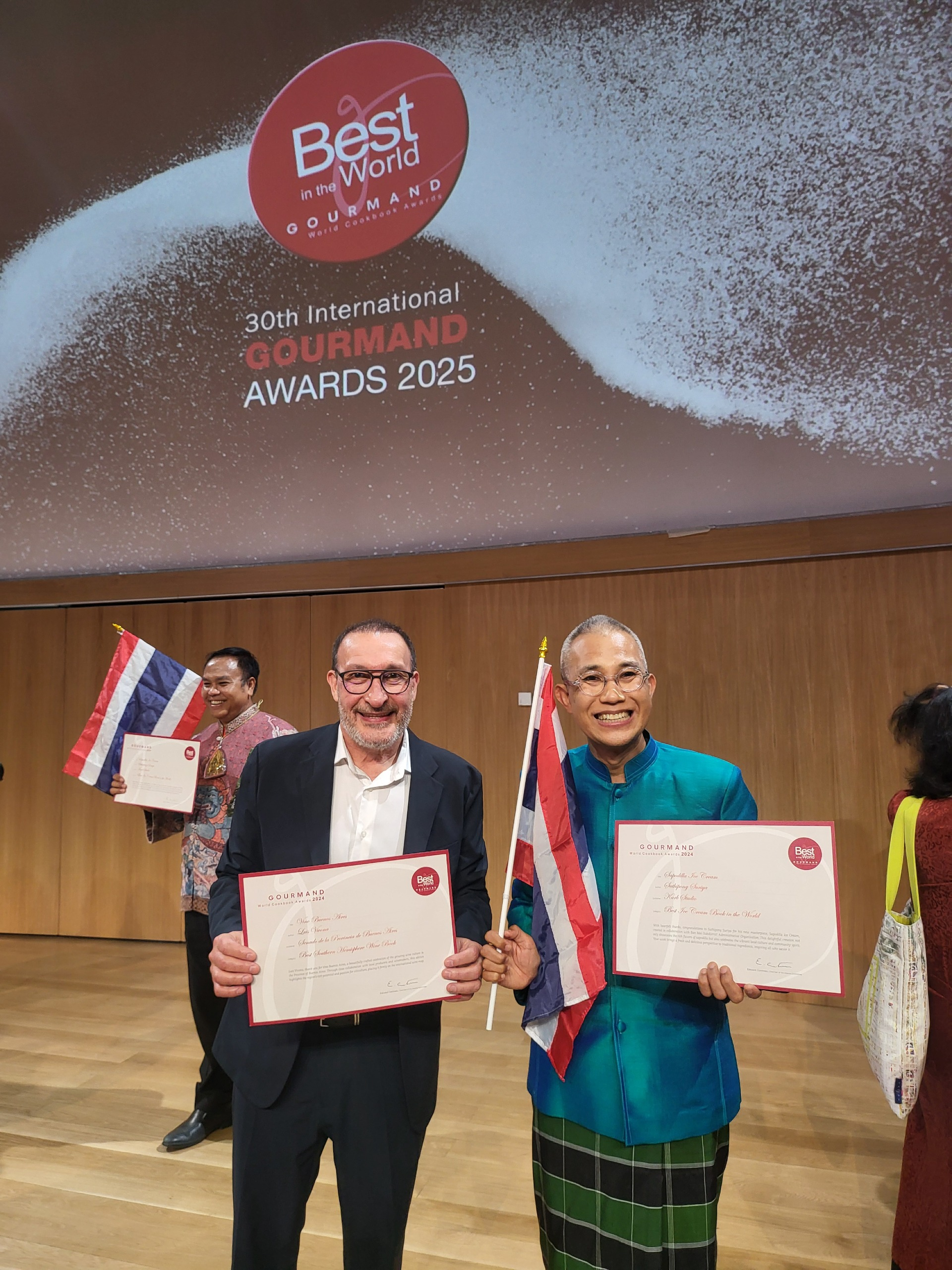

Durante la premiación, Edouard Cointreau, presidente de los Gourmand Awards, destacó: “Luis Vivona, gracias por ‘Vino Buenos Aires’, una celebración bellamente realizada sobre el crecimiento de la cultura vitivinícola en la provincia de Buenos Aires”. Por su parte, Vivona señaló: “Este premio es un reconocimiento al trabajo y al esfuerzo de los productores bonaerenses, al desarrollo del enoturismo y a las políticas públicas que acompañan a esta industria. También es una forma de poner en valor la identidad cultural y productiva de nuestra provincia”.
El libro forma parte de un proyecto integral que incluye la Ley Provincial de Promoción Vitivinícola N° 15.404 y un documental audiovisual, todos impulsados para fortalecer la producción, el turismo y la cultura del vino en la Provincia de Buenos Aires.

## Jueces por la Paz: Jornadas Latinoamericanas de Integración Judicial
Por primera vez a nivel mundial, se realizó el evento “Jueces por la Paz” el 13, 14 y 15 de junio de 2024. La apertura del Congreso Latinoamericano de Integración Judicial fue en la Facultad de Derecho de la Universidad Nacional de Buenos Aires y una jornada deportiva de clausura en las instalaciones del Club Atlético Boca Juniors con la participación de funcionarios y jueces de Argentina, Paraguay, Brasil y Chile. Los encuentros promovieron la integración judicial, el vínculo para la articulación e intercambio académico y cultural y la consolidación de los sistemas judiciales como garantes de la paz.

## 2do Congreso Argentino de Deportes Urbanos
En un trabajo en conjunto entre el Comité Olímpico Argentino y el Municipio de Malvinas Argentinas, vínculo que tuvo la articulación del senador Luis Vivona; el congreso tuvo una primera jornada de exposiciones teóricas y charlas de formadores en el Auditorio Municipal el 29 de noviembre de 2024 y una jornada de cierre el 20 de noviembre con un Festival de Deportes Urbano en el Predio Municipal del partido de Malvinas Argentinas. Acompañado de la media sanción de la Ley de Deportes Urbanos por la cámara de Senadores de la Provincia de Buenos Aires, proyecto de ley de autoría del senador Luis Vivona, el Deporte Urbano se posiciona fuertemente como un estilo de práctica al aire libre que posibilita el desarrollo social y cultural.

## Documental "Vino Buenos Aires"
"Vino Buenos Aires" es un documental argentino que narra el renacimiento de la industria vitivinícola en la Provincia de Buenos Aires, mostrando su crecimiento, su historia y su impacto económico, cultural y social. Se estrenó en la pantalla de Telefé y consta de ocho capítulos que abordan distintos aspectos del desarrollo del sector vitivinícola bonaerense, desde la recuperación de viñedos hasta el auge del enoturismo y la incorporación de nuevas tecnologías.
El proyecto surgió en el marco de la Ley de Vino Buenos Aires, impulsada desde el Senado Bonaerense por el senador Luis Vivona, quien también es autor del libro homónimo reconocido internacionalmente. El documental visibiliza el trabajo de pequeños y medianos productores, la recuperación de tradiciones históricas de la provincia y el rol de la capacitación profesional para fortalecer esta industria.
A lo largo de sus episodios, la serie recorre las principales regiones productoras de la provincia —como Médanos, Tornquist, Junín, Campana y Balcarce—, destacando bodegas emblemáticas como Al Este, Trapiche, Gamboa, Saldungaray, entre otras. También explora la articulación entre vitivinicultura, turismo y trabajo, la formación de nuevos sommeliers y las experiencias culturales vinculadas al vino.
"Vino Buenos Aires" refleja el esfuerzo colectivo de productores e instituciones para consolidar al vino bonaerense como un nuevo protagonista dentro del mapa vitivinícola nacional e internacional. Su objetivo es fortalecer la identidad bonaerense a través de una bebida que combina historia, trabajo, cultura e innovación.
El documental puede verse en la web oficial www.vinoba.com.ar

## Participación de "Vino Buenos Aires" en los Premios Martín Fierro Portales Web
En 2025, el proyecto Vino Buenos Aires, impulsado por el senador provincial Luis Vivona como parte de las políticas públicas para fortalecer la industria vitivinícola bonaerense, tuvo una participación destacada en la ceremonia de los Premios Martín Fierro de ,Portales Web organizada por APTRA en la Ciudad Autónoma de Buenos Aires.
Su presencia representó un hecho importante para la producción vitivinícola de la Provincia de Buenos Aires: por primera vez en la historia de estos premios, el vino servido durante la gala fue exclusivamente bonaerense, seleccionado en colaboración con la Bodega Gamboa, una de las exponentes del enoturismo provincial.
Esta participación fue reconocida como parte del trabajo para consolidar al vino bonaerense como identidad cultural y productiva, en sintonía con la sanción de la Ley de Vino Buenos Aires y con la proyección internacional del libro homónimo, que ese mismo año recibió el premio Gourmand World Cookbook Award como mejor publicación de vinos del Hemisferio Sur.
La presencia de Vino Buenos Aires en la ceremonia reforzó su objetivo de visibilizar el potencial económico, cultural y turístico del sector vitivinícola bonaerense, integrándolo a espacios de relevancia mediática como los Martín Fierro.
- Datos: Q97499564